# Vincenzo Galilei

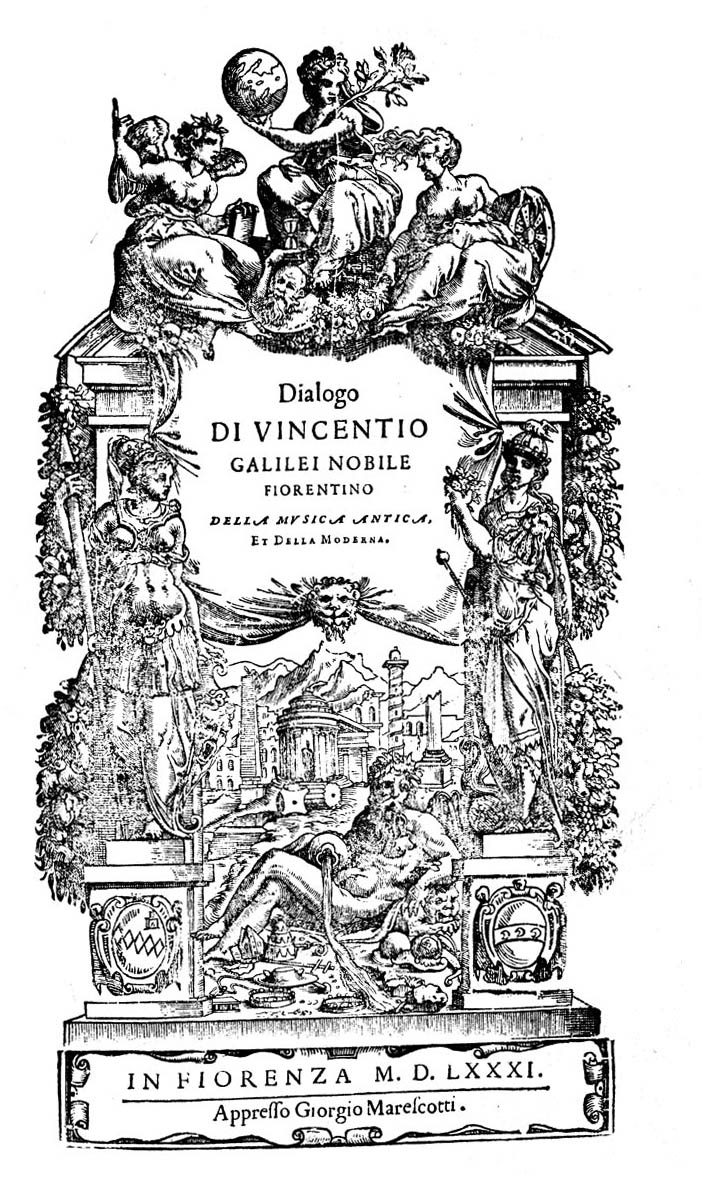
Della musica antica et della moderna, 1581

Vincenzo Galilei (Santa Maria a Monte, 1520 – Florencia, 2 de julio de 1591) fue un músico italiano (laudista, compositor y teórico musical) y padre del famoso astrónomo Galileo Galilei. Fue una figura esencial en la vida musical del final de Renacimiento y contribuyó de forma significativa a la revolución musical que marca el principio del Barroco.

## Biografía
Nació en provincia de Pisa. Galilei fue un dotado laudista que de joven atrajo la atención de mecenas poderosos y bien relacionados. Conoció a Gioseffo Zarlino, el más importante teórico de la música del siglo XVI, en Venecia y empezó a estudiar con él. Algo más tarde, comenzó a interesarse por la recuperación de la música y el teatro de la Grecia clásica y mantuvo contacto con la Camerata Florentina (un grupo de poetas, músicos e intelectuales patrocinados por el conde Giovanni Bardi), así como con Girolamo Mei, el principal experto de la época en el tema de la música de la Grecia clásica. En algún momento del decenio de 1570, su interés por la teoría musical, así como sus composiciones, empezaron a tomar esta dirección.
Muchos estudiosos le señalan como el principal impulsor del cambio que llevó a su hijo desde las matemáticas puras y abstractas hacia la experimentación (circunstancia que fue de la mayor importancia para la historia de la ciencia). Murió el 2 de julio de 1591 en Florencia.

## Obra
Algunas de las contribuciones teóricas más importantes de Galilei fueron en el tratamiento de la disonancia: tenía una concepción bastante moderna del tema que permitía una disonancia pasajera "si las voces fluyen con suavidad", así como disonancias puntuales, tales como los retardos, a las que denominó "disonancias esenciales". Esta técnica describe la práctica barroca, especialmente la que define las reglas de resolución de suspensiones mediante un salto preliminar seguido por un regreso a la nota esperada de resolución.
Además, Galilei hizo importantes descubrimientos en el campo de la acústica, especialmente los que se refieren a la física que implica la vibración de cuerdas y columnas de aire. Es posible que fuera el primero en establecer que la relación entre la tensión de una cuerda y su frecuencia de vibración no seguía una ley física lineal.
Vincenzo Galilei compuso dos libros de madrigales, así como música para laúd y una cantidad considerable de música para voces y laúd; en esta última categoría, considerada su contribución más importante, se anticipó en diversos aspectos al estilo del barroco temprano.